# Thaumarchaeota
Thaumarchaeota (лат., от греч. thaumas — чудо) — тип архей, содержащий по всего 3 культивируемых вида и около 20 кандидатов (Candidatus). Все открытые на данный момент представители являются хемолитотрофами и окисляют аммиак. Они могут играть важную роль в биохимическом круговороте веществ, в частности круговороте азота.

## История изучения
Тип был выделен в 2008 году на основании филогенетических данных, таких как последовательности генов рРНК этих организмов, а также образование ими топоизомеразы I типа, который раньше считался уникальным для эукариот. Эти положения были подтверждены дополнительными анализами, результаты которых были опубликованы в 2010 году. В них проверялись геномы окисляющих аммиак архей Nitrosopumilus maritimus и Candidatus Nitrososphaera gargensis. По результатам этих исследований было установлено, что эти два вида имеют отдельное происхождение вместе с другим видом, Cenarchaeum symbiosum, который был первым описанным видом Thaumarchaeota.

## Классификация
Современная классификация базируется на данных List of Prokaryotic names with Standing in Nomenclature (LPSN), а также Национального центра биотехнологической информации (NCBI). Если на июль 2017 года в первом источнике тип представлен единственным видом Nitrososphaera viennensis из класса Nitrososphaeria, то второй включает большее число таксонов рангом от вида до порядка, из которых большая часть — кандидаты. В классификации ниже показаны все таксоны до рода включительно и все культивируемые виды, при этом таксоны, чьи представители известны в чистой культуре, вынесены на первое место:
- Класс Nitrososphaeria Stieglmeier et al. 2014
  - Порядок Nitrososphaerales Stieglmeier et al. 2014
    - Семейство Nitrososphaeraceae Stieglmeier et al. 2014
      - Род Nitrososphaera Stieglmeier et al. 2014
        - Nitrososphaera viennensis Stieglmeier et al. 2014[8] и ещё 2 кандидата

      - Род Candidatus Nitrosocosmicus Lehtovirta-Morley et al. 2016 (3 кандидата)

  - Порядок Candidatus Nitrosocaldales Qin et al. 2017
    - Семейство Candidatus Nitrosocaldaceae Qin et al. 2016
      - Род Candidatus Nitrosocaldus de la Torre et al. 2008 (1 кандидат)
- Порядки incertae sedis
  - Порядок Cenarchaeales DeLong and Preston 1996 — в LPSN отнесён к типу Crenarchaeota
    - Семейство Cenarchaeaceae DeLong and Preston 1996
      - Род Cenarchaeum DeLong and Preston 1996
        - Cenarchaeum symbiosum DeLong and Preston 1996

  - Порядок Nitrosopumilales Konneke et al. 2005
    - Семейство Nitrosopumilaceae Konneke et al. 2005
      - Род Nitrosopumilus Konneke et al. 2005
        - Nitrosopumilus maritimus Konneke et al. 2006 и ещё 5 кандидатов

      - Род Candidatus Nitrosoarchaeum Blainey et al. 2011 (2 кандидата)
      - Род Candidatus Nitrosomarinus (1 кандидат)

  - Роды incertae sedis
    - Род Candidatus Caldiarchaeum Nunoura et al. 2011 (1 кандидат)
    - Род Candidatus Giganthauma Muller et al. 2010 (2 кандидата)
    - Род Candidatus Nitrosopelagicus Santoro et al. 2014 (1 кандидат)
    - Род Candidatus Nitrosotalea Lehtovirta et al. 2011 (1 кандидат)
    - Род Candidatus Nitrosotenuis Li et al. 2016 (2 кандидата)